# Båtstad
Båtstad är en bostadsområde nordväst om Borlänge i Borlänge kommun. Bebyggelsen har sedan 2020 av SCB klassats som en småort.